# Hamr v Medzevu
Hamr v Medzevu je pobočkou Slovenského technického muzea v okrese Košice-okolí. Hamr STM, též i Tischlerův hamr, je typem jednokladivového dvouohniskového hamru. Budova hamru je kombinovaná stavba z kamene a dřeva, pocházející z druhé poloviny 19. stol. Jelikož se nachází v centru městečka Medzev, byl nazýván i městský hamr. Přívod vody na kolo je dokladem jeho archaického charakteru. Od roku 1967 je vlastnictvím Technického muzea Košice, které ho rekonstruovalo, opakovaně v roce 2010. Hamr a jeho technické vybavení je národní kulturní památka v rejstříku ÚZPF pod č. 4380 / 1,2.

## Historie medzevského hamernictví
- 1366 – nejstarší listina o povolení výstavby tří vodních kovářských hamrů, dokazující existenci hamernictví v Nižním Medzevu, jehož počátky se spojují s Eliášem Tagnägelem – vlámským kovářským mistrem
- 1371 – Eliáš Tagnägel začíná stavět v Dolním Šugově tři hamry s vodními nádržemi
- z 12. prosince 1639 jsou dochované cechovní artikule z jejich popisu v cechovní knize z roku 1770
- 1.12.1770 až 25.12.1817 – doba vedení cechovní knihy hamernických kovářů, uložené v archivu STM
- 1896 – hlášení Košické obchodní komory, dokladující existenci 109 činných hamrů se 198 ohnisky
- 1933 – v provozu je 93 hamrů
- 1955 – 32 hamrů schopných provozu
- 1960 – už jen příležitostně pracuje 4–5 hamrů
- 1962 – spuštění provozu nového závodu n. p. Tatrasmalt, do kterého přešli pracovat i medzevští mistři kováři
- V současnosti jsou jako kulturní technické památky zachovány další hamry v oblasti Medzev a to
  - Bröstlův hamr v ÚZPF pod č. 4379
  - Pohlův hamr v ÚZPF pod č. 4382
  - Hamr na Šugovském potoku v ÚZPF pod č. 4377

## Zařízení hamru
- Jednokladivový hamr
- Dvě ohniska
- Pohon vodním kolem

## Pobočka STM Košice
- Objekt je ve správě Slovenského technického muzea.
- Přístup k objektu je ze Štósské ulice v Medzevu
- Informace lze získaž na STM v Košicích.
- Objekt je přístupný veřejnosti s omezením, je nutné se informovat na kontaktech:
  - Štósska ulice 16, Medzev
  - Tel.: +421 918 965 701